# 체육 교육

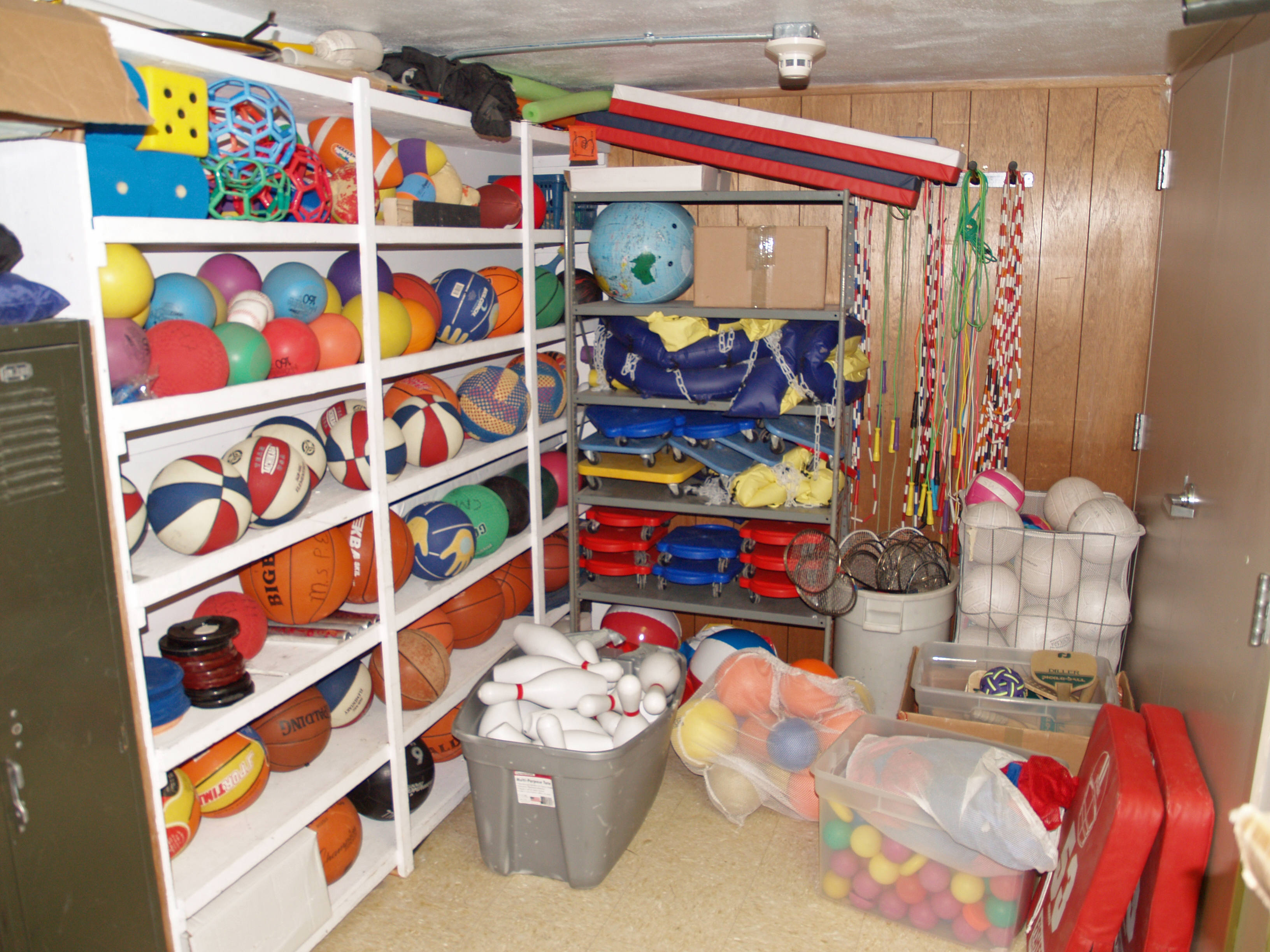
콜한, 콜로라도의 체육 교육 장비

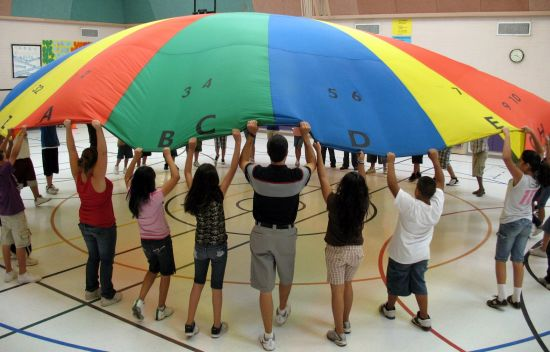
체육 수업 중 낙하산을 사용하는 아이들

체육 교육은 초등교육, 중등교육, 때로는 고등교육을 포함하여 전 세계 학교에서 가르치는 학과목이다. 흔히 체육 또는 PE라고 불리며, 미국에서는 비공식적으로 짐 수업 또는 짐이라고 불린다. 체육 교육은 일반적으로 스포츠, 운동, 움직임 교육과 같은 활동을 통해 신체 단련, 운동 기술, 건강 인식, 사회적 상호 작용을 개발하는 데 중점을 둔다. 교육과정은 나라마다 다르지만, 체육 교육은 일반적으로 평생 신체 활동과 복지를 증진하는 것을 목표로 한다. 다른 학과목과 달리 체육 교육은 학생들을 심리운동 학습, 인지, 정서, 사회, 문화적 학습 영역 전반에 걸쳐 참여시킨다는 점에서 독특하다. 체육 교육 내용은 지역마다 지리적, 문화적, 환경적 특징을 반영하는 신체 활동이 많기 때문에 국제적으로 다르다. 체육 교육의 목적은 논쟁의 여지가 있지만, 그 중심 목표 중 하나는 일반적으로 젊은이들이 다양한 움직임과 신체 활동 문화를 소중히 여기고 참여하도록 사회화하고 역량을 강화하는 것으로 간주된다.
대한민국에서는 중ㆍ고등학생들의 신체 단련을 위해 중학교 1학년 부터 체육 교과를 정식으로 채택하고 있다. 체육 교과목의 지필평가는 일부 중학교나 고등학교에서 실시하고, 수행평가는 중고 모두 실시하나 초등학교의 쪽지 시험은 성적에 반영되지 않는다. 예체능은 예능과 체육을 뜻한다.

## 체육 교육의 다섯 가지 학습 신체 (핵심 학습 영역)
역사적으로 체육 교육 분야는 정서적, 인지적, 심리운동적 세 가지 학습 영역에 중점을 두었다. 그러나 최근에는 체육 교육에 대한 학문이 사회적, 문화적 학습 영역 두 가지를 추가로 인정하고 있다. 최근 호주, 스웨덴, 영국의 체육 교육 연구자들은 학습 영역을 체육 교육의 다섯 가지 학습 신체로 재구성했다. 움직이는 신체, 생각하는 신체, 감정적인 신체, 사회적인 신체, 문화적인 신체. 이 재구성은 체육 교육 및 더 넓은 교육 분야의 학술 문헌을 사용하여 이루어졌다.
- 움직이는 신체: 이 차원은 신체 역량과 운동 기술의 발달을 강조한다. 이는 통제, 조정 및 효율성으로 다양한 움직임을 수행하는 학생들의 능력을 포함하며, 전통적인 PE 활동의 기초를 형성한다.
- 생각하는 신체: 신체 움직임을 넘어, 이 측면은 인지적 참여에 중점을 둔다. 이는 신체 활동과 관련된 규칙, 전략 및 개념을 이해하는 것을 포함하며, 학생들 사이에서 비판적 사고, 의사 결정 및 반성적 실천을 촉진한다.
- 사회적인 신체: 이 측면은 PE 환경에서 사회적 상호 작용과 관계의 중요성을 강조한다. 이는 학생들이 신체 활동을 통해 어떻게 협력하고, 소통하며, 관계를 구축하는지를 고려하여 팀워크, 공감 및 공동체 의식을 증진한다.
- 감정적인 신체: 신체 활동과 관련된 감정적 경험을 인식하는 이 차원은 기쁨, 좌절, 자신감, 불안과 같은 감정을 다룬다. 이는 PE에서 동기 부여, 참여 및 전반적인 웰빙에 있어 감정의 역할을 강조한다.
- 문화적인 신체: 이 구성 요소는 학생들이 PE에 가져오는 문화적 맥락과 정체성을 인정한다. 이는 문화적 배경, 가치 및 사회적 규범이 신체 활동에 대한 학생들의 참여 및 경험에 어떻게 영향을 미치는지를 이해하는 것을 포함한다.

이 다섯 가지 학습 신체를 통합함으로써 교사는 전통적인 신체 활동에만 초점을 맞추는 것을 넘어 PE에 대한 포괄적인 접근 방식을 제공할 수 있다. 이 프레임워크는 교육자들이 학생 발달의 다면적 특성을 고려하도록 장려하여 체육 교육에서 포괄적이고 의미 있는 학습 경험을 촉진한다.

## 체육 교육에 대한 교육과정 접근 방식
더 넓은 의미의 교육과 마찬가지로, 체육 교육에도 다양한 교육과정 접근 방식이 있다. 에니스는 체육 교육 교육과정에 대한 세 가지 주요 접근 방식, 즉 공장, 정원, 여정을 제시했다.
- 공장 모델: 공장 모델은 교육을 조립 라인처럼 다루며, 학생들은 표준화된 교육과 평가를 통해 특정 기술을 숙달할 것으로 기대된다. 체육 교육에서는 농구 단원에서 모든 학생들이 동일한 일련의 드릴(예: 드리블, 슈팅, 패스)을 배우고 수행 루브릭 또는 시간 제한 과제로 평가될 수 있다. 교사는 효율성, 규율 및 결과 기반 결과에 중점을 두고 수업을 이끈다. 이는 일관성을 보장하지만, 다양한 학습 요구 또는 흥미를 무시할 수 있다.
  - 예시: 교사는 기술 스테이션을 설치하고 학생들의 레이업 드릴 시간을 측정하며, 정확성과 속도에 따라 점수를 부여한다.
- 정원 모델: 정원 모델은 학생들을 육성해야 할 고유한 잠재력을 가진 개인으로 본다. 이 모델 하의 체육 교육은 정서적 웰빙, 포괄성 및 학생의 선택을 강조한다. 교사는 요가, 춤 또는 협동 게임과 같이 다양한 수준의 참여와 성공을 허용하는 활동을 설계하여 모든 학생이 안전하고 지지받는다고 느끼도록 보장할 수 있다. 즐거움, 개인적인 성장 및 움직임과의 긍정적인 관계 발달에 중점을 둔다.
  - 예시: 피트니스 단원 동안 학생들은 자신만의 개인 건강 목표(예: 유연성 향상, 스트레스 관리)를 설정하고 교사의 피드백과 함께 주간 진행 상황을 반영한다.
- 여정 모델: 여정 모델은 PE를 탐험의 과정으로 구성하며, 학습은 시간 경과에 따라 펼쳐지고 호기심과 반성에 의해 안내된다. 교사와 학생들은 의미 있고 관련성 있는 경험을 공동으로 만든다. 이 모델에서 교사는 학생들이 자신만의 게임을 설계하거나, 문화 스포츠를 탐구하거나, 신체 활동이 정신 건강에 미치는 영향을 조사하는 프로젝트를 촉진할 수 있다. 개인적인 의미, 협업 및 교실 너머의 연결 만들기에 중점을 둔다.
  - 예시: 학생들은 그룹으로 작업하여 전통적인 원주민 게임을 연구하고, 규칙을 배우고, 각 활동의 문화적 중요성을 논의하면서 또래들에게 가르친다.

이러한 교육과정 접근 방식은 학교나 교사가 완전히 채택하는 경우는 없다. 오히려 학교는 학생들의 학습 요구를 충족시키기 위해 이러한 접근 방식들을 조합하여 사용하는 경향이 있다. 또한, 각 접근 방식은 다른 시점에 필요하다. 즉, 기술 숙달은 이 연속체의 공장 끝에 위치하는 경우가 많고, 비판적 사고 기술은 연속체의 여정 끝에 속하는 경우가 많다.
위 세 가지 모델에 포착되지 않는 체육 교육에 대한 한 가지 특정 접근 방식은 교육과정에 대한 비판적 접근 방식이다. 비판적 접근 방식은 종종 체육 교육의 사회적, 문화적 차원을 다루는 것과 연결된다. 따라서 이러한 교육의 일부에는 건강, 움직임, 신체 내 불평등의 역할에 대한 교육이 포함된다.
- 비판적 접근 방식: 체육 교육에서의 비판적 교육과정 접근 방식은 신체적 수행과 규범의 재생산 장소로서의 과목을 비판적 사고와 사회 변화를 위한 공간으로 전환하는 것을 목표로 한다. 단순히 내용을 전달하거나 신체적 기술을 개발하는 것을 넘어, 비판적 교육과정은 학생과 교사에게 PE에서 누구의 신체, 지식, 경험이 가치 있는지 질문하고, 더 권한을 부여하는 학습 환경을 만들기 위해 노력하도록 초대한다.[14]
  - 예시: 학생들은 게임 플레이를 성찰하고 현재 게임 규칙이 참여, 팀워크 및 공정성을 어떻게 제한하는지 토론할 수 있다. 그런 다음 다음 게임을 위해 이러한 요소를 개선하기 위해 규칙을 공동으로 수정할 수 있다.

## 교육학

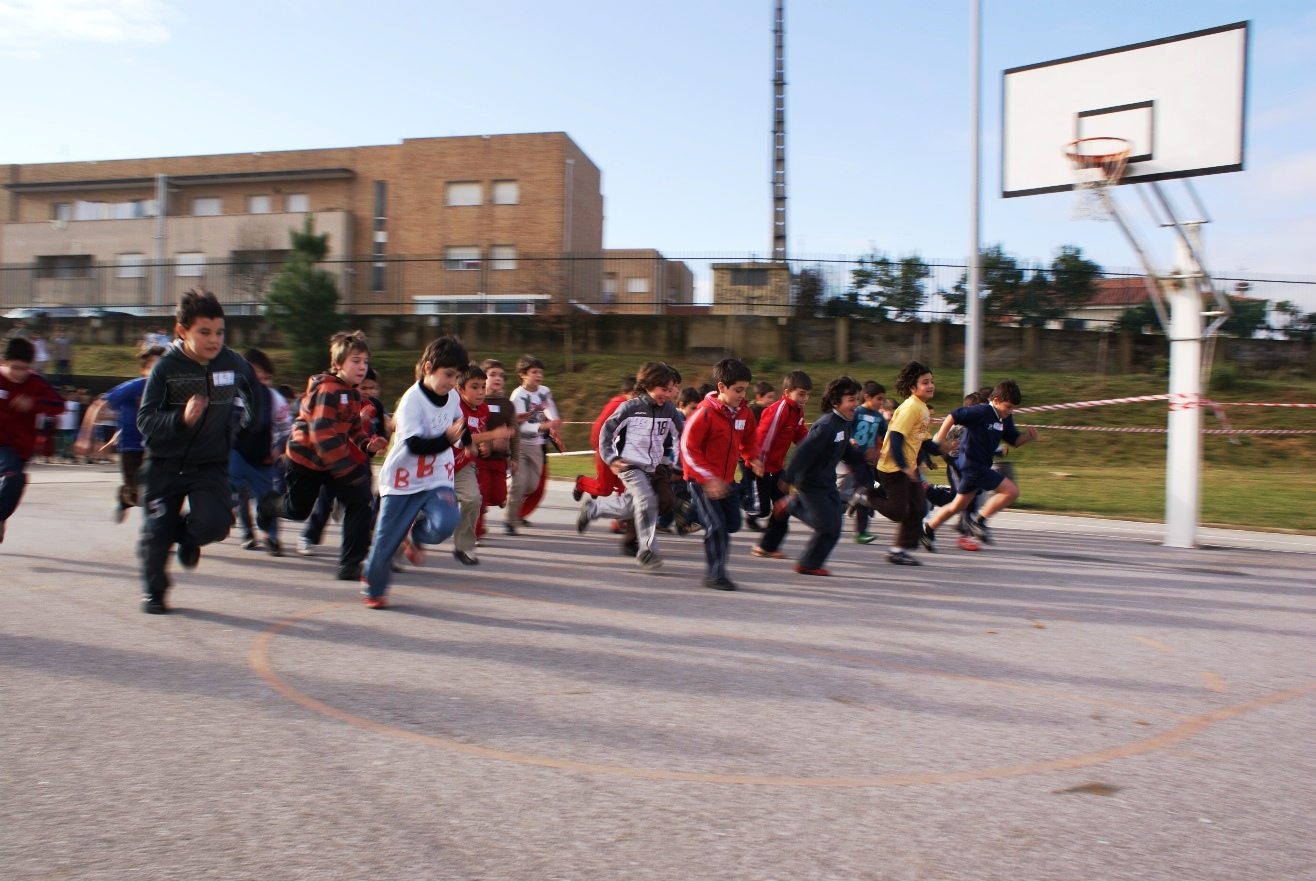
포르투갈의 어린아이들이 학교 달리기 경주에 참여하고 있다.

현대 체육 교육의 주요 목표는 다음과 같다:
- 어린이와 청소년에게 다양한 운동과 건강 활동을 접하게 한다. 체육 교육은 거의 모든 어린이가 이용할 수 있으므로 어린이에게 유익하고 건강한 활동을 보장할 수 있는 유일한 기회 중 하나이다.
- 평생 동안 건강을 유지하고 체력을 단련할 수 있는 기술을 가르친다.
- 운동의 자기 보고 및 모니터링을 장려한다.
- 활동의 지속 시간, 강도 및 유형을 개별화한다.
- 결과보다는 작업에 피드백을 집중한다.
- 적극적인 롤 모델을 제공한다.

체육 교사는 발달 중인 운동 기술을 육성하고 강화하며, 어린이와 청소년에게 평생 동안 다양한 형태의 게임, 스포츠 및 기타 신체 활동에 참여할 수 있는 기본 기술을 제공하여 운동 레퍼토리를 구축하는 것이 중요하다.
이러한 목표는 다양한 방법으로 달성될 수 있다. 국가, 주, 지역 지침은 종종 체육 교육과 관련하여 어떤 표준을 가르쳐야 하는지 규정한다. 이러한 표준은 어떤 내용이 다루어지고, 교육자가 충족해야 하는 자격 요건, 그리고 사용해야 하는 교과서와 자료를 결정한다. 이러한 다양한 표준에는 스포츠를 운동으로 사용하는 스포츠 교육, 전반적인 건강 및 체력과 관련된 피트니스 교육, 스포츠가 아닌 맥락에서 움직임을 다루는 움직임 교육이 포함된다.
이러한 접근 방식과 교육 과정은 1800년대에 아동의 자기 표현을 위한 신체 사용 능력에 중점을 두었던 프랑수아 델사르트, 리셀로트 디엠, 루돌프 폰 라반과 같은 PE 선구자들의 영향을 받았다. 이는 1960년대의 접근 방식(신체 사용, 공간 인식, 노력 및 관계를 특징으로 함)과 결합되어 현대 체육 교육의 탄생으로 이어졌다.
최근 연구에서는 사회적 포용 및 사회 정의 의제를 지원하는 도덕 발달을 위한 체육 교육의 역할에 대해서도 탐구했으며, 특히 장애인과 장애인의 사회적 포용 맥락에서 연구가 부족하다.

### 체육 교육에서의 기술 사용
많은 체육 교육 수업은 학생들이 효과적인 운동을 할 수 있도록 기술을 활용한다. 가장 저렴하고 인기 있는 도구 중 하나는 간단한 비디오 녹화기이다. 이를 통해 학생들은 자신을 녹화하고 재생하여 던지기나 스윙과 같은 활동에서 저지르는 실수를 확인할 수 있다. 연구에 따르면 학생들은 다른 사람이 무엇을 잘못하고 있는지 설명하고 그것을 고치려고 노력하는 것보다 이것이 더 효과적이라고 생각한다.
교육자들은 또한 보수계나 심박계와 같은 기술을 사용하여 학생들의 걸음 수 및 심박수 목표를 설정할 수 있다. 체육 교육에 보수계를 도입하면 신체 활동 참여, 동기 부여 및 즐거움을 향상시킬 수 있다.
체육 교육 환경에서 사용될 수 있는 다른 기술로는 영상 프로젝터와 GPS 시스템이 있다. 키넥트, Wii, Wii 피트와 같은 게임 시스템 및 관련 게임도 사용할 수 있다. 프로젝터는 학생들에게 올바른 자세나 특정 게임 방법을 보여주는 데 사용된다. GPS 시스템은 학생들이 야외 환경에서 활동하도록 유도하는 데 사용될 수 있으며, 활동적인 엑서게임은 교사가 학생들에게 교실 안팎에서 건강을 유지하는 좋은 방법을 보여주는 데 사용될 수 있다. 엑서게임, 즉 신체 움직임을 사용하여 참여해야 하는 디지털 게임은 어린아이들의 신체 활동과 건강을 장려하는 도구로 사용될 수 있다.
기술 통합은 체육 교육 환경에서 학생들의 동기 부여와 참여를 높일 수 있다. 그러나 교육자가 교실에서 기술을 효과적으로 사용하는 능력은 교사가 교육과정에 기술을 통합하는 능력에 대한 인식된 역량에 달려 있다.
전통적인 도구를 넘어, 최근의 인공지능 발전은 특히 청소년들을 위한 체육 교육을 개인화하는 새로운 방법을 제시하고 있다. 적응형 코칭과 같은 인공지능 응용 프로그램은 체육 교육 환경에서 학생들의 동기 부여와 프로그램 효과를 향상시키는 데 유망함을 보이기 시작했다.

## 국가별 상황
세계보건기구 (WHO)에 따르면, 어린 아이들은 건강한 몸을 유지하기 위해 최소 주 3회 하루 60분씩 운동에 참여해야 한다. 이 60분 권장 시간은 학교에서 체육 교육 프로그램 참여를 포함하여 다양한 형태의 신체 활동을 통해 달성될 수 있다. 전 세계 대부분의 어린이들은 일반 교육 환경에서 체육 교육 프로그램에 참여한다. 전 세계 설문조사에서 수집된 데이터에 따르면, 79%의 국가가 학교 프로그램에 체육 교육의 법적 시행을 요구한다. 체육 교육 프로그램은 전 세계적으로 다양할 수 있다.

### 아시아

#### 대한민국
대한민국에서 체육 교육은 초등학교부터 실시하며 2024년 기준으로 초등학교 1, 2학년은 즐거운 생활 교과에 포함되어 실시되고 있으며 초등학교 3학년부터 교과에 포함되어 주당 3시간을 수행한다. 중학교의 경우 1, 2학년의 경우 3시간, 3학년의 경우는 2시간을 실시한다. 고등학교는 1, 2학년의 경우 주당 2시간, 3학년의 경우 주당 1시간의 체육 교육을 실시한다.
대한민국에서는 학교건강검사규칙에 의거하여 학생들의 기초체력을 주기적으로 평가하고 있다.

#### 싱가포르
싱가포르에서는 학생들의 신체 건강을 평가하기 위해 격년제로 의무적인 체력 시험인 NAPFA가 모든 학교에서 실시된다. 여기에는 일련의 체력 시험이 포함된다. 학생들은 금, 은, 동 또는 불합격 시스템으로 등급이 매겨진다. 군 입대 전 학생들을 위한 NAPFA는 동메달을 획득하거나 불합격할 경우 국가의 의무 병역 훈련에 두 달 추가되는 지표 역할을 한다.

#### 필리핀
필리핀에서는 5학년과 6학년에 고등학교 직업 과정을 선택할 수 있는 학교를 제외하고 모든 학년에 체육 교육이 필수이다. 일부 학교는 무술 훈련을 체육 교육 과정에 통합했다.

### 유럽

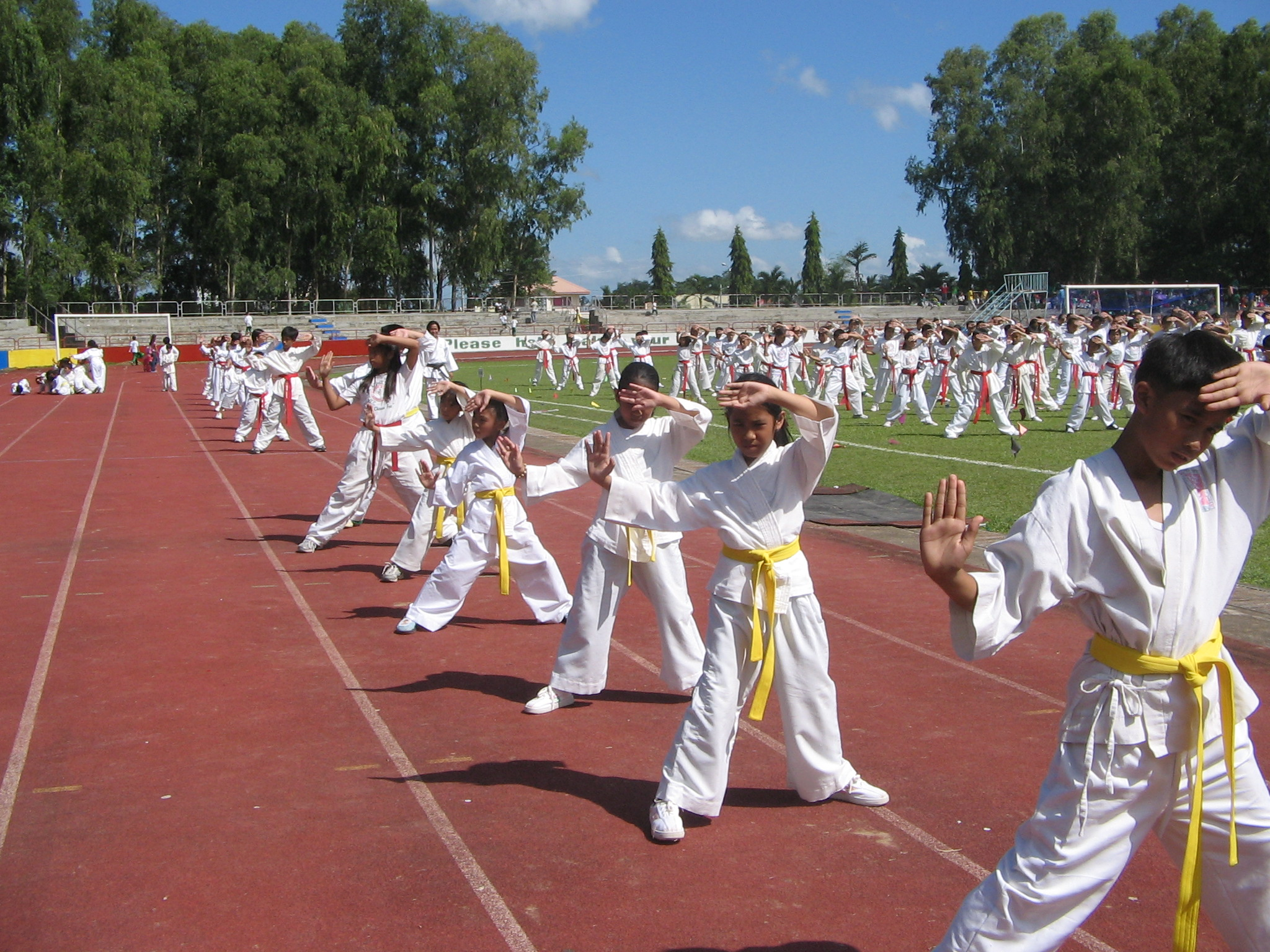
일부 국가에서는 체육 수업의 일환으로 학교에서 무예 훈련을 포함한다. 이 필리핀 어린이들은 공수도를 연습하고 있다.

#### 스웨덴
스웨덴에서는 학교 학생들이 일주일에 체육 수업에 보내는 시간은 지방 자치 단체마다 다르지만, 일반적으로 0~2학년은 주당 55분, 3~6학년은 주당 110분, 7~9학년은 주당 220분이다. 고등학교에서는 모든 국가 프로그램에 의무 과정이 있으며, 100점의 PE(수업 중 90~100시간에 해당, 시간당 1점)가 포함된다. 학교는 학생들이 다니는 3년 동안 이 시간을 자유롭게 조절할 수 있다. 대부분의 학교는 학생들이 첫 해에 이 과정을 수강하도록 하고, 100점/시간이 포함된 후속 과정을 제공한다.

#### 영국
잉글랜드에서는 7, 8, 9학년 학생들은 주당 2시간의 운동을 해야 한다. 10, 11학년 학생들은 주당 1시간의 운동을 해야 한다.
웨일스에서는 학생들이 주당 2시간의 체육 교육을 받아야 한다.
스코틀랜드에서는 스코틀랜드 학생들이 초등 및 중등 교육 과정에서 주당 최소 2시간의 체육 교육을 받아야 한다.
북아일랜드에서는 8학년과 9학년 학생들은 주당 최소 2시간의 체육 교육(PE)에 참여해야 한다. PE는 10학년부터 12학년까지 교육과정의 일부로 유지되지만, 할당된 시간은 다를 수 있다.

#### 아일랜드
아일랜드에서는 80분짜리 체육 수업을 두 학기 동안 이수해야 한다. 여기에는 샤워 및 환복 시간도 포함된다. 따라서 평균적으로 수업은 60~65분 정도의 활동으로 구성된다.

#### 폴란드
폴란드에서는 초등 및 중등 교육 과정에서 학생들은 주당 최소 3시간의 체육 교육을 이수해야 한다. 대학교 또한 학부 과정에서 최소 60시간의 체육 수업을 편성해야 한다.

### 북아메리카

#### 캐나다
브리티시컬럼비아주에서는 정부가 1학년 교육과정에서 학생들이 주 5일 매일 신체 활동에 참여하도록 의무화하고 있다. 교육자는 또한 매일 30분 동안의 가벼운 활동부터 중간 강도의 신체 활동인 일일 신체 활동(DPA)을 계획할 책임이 있다(교과 체육 수업 제외). 교육과정은 또한 1학년 학생들이 건강한 생활에 대해 지식을 갖도록 요구한다. 예를 들어, 그들은 규칙적인 운동의 이점을 설명하고, 활동에서 건강한 선택을 식별하고, 건강한 음식을 선택하는 것의 중요성을 설명할 수 있어야 한다.
캐나다 온타리오주도 비슷한 절차를 시행하고 있다. 2005년 10월 6일, 온타리오주 교육부는 초등학교 1학년부터 8학년까지의 학생들을 대상으로 DPA 정책을 시행했다. 정부는 또한 특수 교육 대상 학생을 포함한 1학년부터 8학년까지의 모든 학생들이 수업 시간 동안 매일 최소 20분 동안 지속적이고 적당히 격렬한 신체 활동에 참여할 기회를 제공하도록 요구한다.

#### 미국
미국 스포츠 및 체육 교육 협회(SHAPE America의 일부)와 미국심장협회가 2012년 발표한 "국가 현황 보고서(Shape Of The Nation Report)"에 따르면, 거의 75%의 주에서 초등학교부터 고등학교까지 체육 교육을 의무화하고 있지만, 절반 이상의 주에서 학생들이 필수 체육 학점을 다른 활동으로 대체하거나 특정 교육 시간을 의무화하지 않고 있다. 보고서에 따르면, 일리노이, 하와이, 매사추세츠, 미시시피, 뉴욕, 버몬트 등 6개 주만이 모든 학년 수준에서 체육 교육을 의무화하고 있다. 2016년에는 대부분의 주에서 특정 교육 시간을 요구하지 않았으며, 절반 이상이 면제 또는 대체를 허용했다. 이러한 허점은 체육 교육 프로그램의 효과를 감소시킬 수 있다.
제로 아워(Zero Hour)는 네이퍼빌 중앙 고등학교에서 처음 시행된 방과 전 체육 수업이다. 일리노이주에서는 이 프로그램이 학습 준비 체육 교육으로 알려져 있다. 이 프로그램은 신체적으로 건강한 학생들이 학업적으로 더 민첩하고, 뇌세포 성장 및 뇌 발달이 향상된다는 연구에 기반을 두고 있다. 네이퍼빌 중앙 고등학교는 심혈관 운동, 코어 근력 훈련, 교차-측면 움직임, 그리고 문해 및 수학 전략을 통합하여 학습을 향상시키고 성취도를 높이는 체육 수업을 운영한다.

## 같이 보기
- 신체 문화
- 레크리에이션
- 운동 (활동)
- 체육 교육 부족
- 운동회
- 월드와이드 데이 오브 플레이